# Јан Васијевич
Јан Карол Васијевич (6. јануар 1911 — 9. новембар 1976) био је пољски фудбалер који је играо на позицији везног играча. Од 1935. до 1938. године играо је за репрезентацију Пољске.
Његова каријера је почела 1926. године у другом лавовском тиму – РКС-у. Године 1929. преселио се у Лечија Лвов, а 1933. године у Погон Лвов . Са њима је играо у пољској највишој лиги од 1933. до 1939. године, представљајући Погоњ у 102 утакмице и постигавши три гола. За репрезентацију Пољске, Васијевич је играо у 11 утакмица, постигавши један гол. Био је део пољске репрезентације на Летњим олимпијским играма 1936. године. Такође је био резервни играч током Светског првенства у фудбалу 1938. године, али није отишао у Француску због повреде.
Васијевич се борио у инвазији на Пољску. Након пораза Пољске, побегао је у Мађарску . Одатле се преселио у Француску, а затим у Енглеску, где се борио у Првој пољској оклопној дивизији генерала Станислава Мачека . Крајем 1944. и почетком 1945. године, борио се у Француској, Белгији и Холандији, у чувеном 1. пољском пешадијском батаљону „Крваве кошуље“. У знак признања за изузетне заслуге, Васијевич је одликован највишим одликовањима, укључујући и Белгијски орден Леополда.
До 1946. године служио је у окупационим снагама у Немачкој. Затим се преселио у Енглеску, а 1949. у Аргентину, где је и умро.

## Извори
- „Jan Wasiewicz”. Sports-Reference.com. Sports Reference LLC. Архивирано из оригинала 2012-10-21. г.